# Namirembe Bitamazire
Geraldine Namirembe Bitamazire là một học giả và chính trị gia người Uganda. Bà là Hiệu trưởng của Học viện Quản lý Uganda. Bà là bộ trưởng giáo dục từ 1979 đến 1980 và một lần nữa từ 2005 đến 2011. Bitamazire cũng từng là thành viên của quốc hội đại diện cho phụ nữ quận Mpigi trong Quốc hội Uganda từ năm 2001 đến năm 2011 

## Bối cảnh và giáo dục
Bitamazire sinh ngày 17 tháng 7 năm 1941 tại khu vực miền Trung của Uganda. Bitamazire đã tham dự Trinity College Nabbingo cho chương trình giáo dục trung học của cô. Bà tiếp tục lấy bằng tốt nghiệp giáo dục từ Đại học Makerere năm 1964, sau đó tiếp tục học với bằng Cử nhân Nghệ thuật năm 1967 và bằng Thạc sĩ Nghệ thuật năm 1987, cả hai đều từ Đại học Makerere.

## Sự nghiệp
Từ năm 1971 đến năm 1973, bà là giám đốc của Tập đoàn Đông Phi Harbours, một phần của Cộng đồng Đông Phi đầu tiên. Bitamazire cũng từng là hiệu trưởng của Trường nữ Tororo từ năm 1971 đến 1974. Từ 1974 đến 1979, bà phục vụ như một sĩ quan giáo dục cấp cao trong Bộ Giáo dục và Thể thao của Uganda. Năm 1979, bà được bổ nhiệm làm bộ trưởng giáo dục, phục vụ trong khả năng đó cho đến năm 1980. Từ năm 1981 đến năm 1996, Bitamazire là phó chủ tịch của Ủy ban Dịch vụ Giảng dạy. Bà được bổ nhiệm làm bộ trưởng bộ giáo dục năm 1999 cho đến năm 2005, khi Bitamazire được bổ nhiệm làm Bộ trưởng bộ giáo dục và thể thao. Năm 2010, quận Mpigi được chia thành ba phần; Quận Butambala, Quận Gomba và Quận Mpigi nhỏ hơn ngày nay. Trong cuộc bầu cử quốc gia năm 2011, Bitamazire đã bị Mariam Nalubega, cũng thuộc đảng chính trị của Phong trào Kháng chiến Quốc gia (NRM) đánh bại trong Quận Butambala. Trong cuộc cải tổ nội các ngày 27 tháng 5 năm 2011, Bitamazire đã bị loại khỏi nội các và được Jessica Alupo thay thế.
Bitamazire hiện đang là hiệu trưởng của Viện Quản lý Uganda, một tổ chức giáo dục đại học công lập, cấp bằng, giáo dục đại học, với công nhận tương đương với một trường đại học.